# Reinhard Brandner

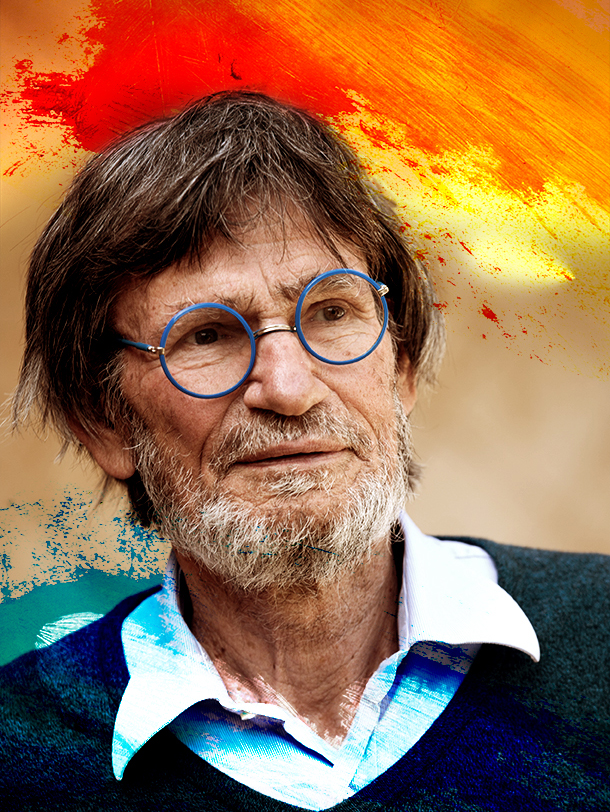
Reinhard Brandner 2014

Reinhard Brandner  (* 24. August 1938 in Klagenfurt am Wörthersee), bekannt als „Der Lichtfänger“, ist ein österreichischer Maler, Grafiker und Bildhauer.

## Leben
Reinhard Brandner wuchs als fünftes von sieben Kindern im österreichischen Klagenfurt auf. 1958 bis 1962 besuchte er die Famous Artists School Amsterdam, die er mit Diplom für Grafik und Malerei abschloss. Danach kehrte er nach Klagenfurt zurück, wo er bis heute lebt und seit 1963 als freischaffender Künstler arbeitet. Seine Sommer verbringt er in Griechenland.
Im November 2021 erhielt er das Ehrenzeichen des Landes Kärnten.

### Familie
Reinhard Brandner ist verheiratet und Vater von vier Kindern, darunter Klaus Brandner und Enzo Brandner. Sein Vater Erich war Architekt, sein Großvater war Feldmarschall Adam Brandner Edler von Wolfszahn.

## Werke

### Malerei
Bei Reinhard Brandners Gemälden handelt es sich zumeist um Reliefmischtechniken mit Naturmaterialien, die von seinen Reisen stammen. Seine wichtigsten Motive sind die Natur, Berge, Sonne und Meer. Die Verbindung von Helligkeit und Dunkelheit, Illusion und Wirklichkeit sowie Farbe und Licht haben dazu geführt, dass ihn der Kunstkritiker Manfred Posch ab 1985 als „Der Lichtfänger“ bezeichnete – ein Künstlername, den Brandner bis heute trägt und der beim Österreichischen Patentamt als Markenname registriert ist.
Werke von ihm befinden sich unter anderem im Besitz des Bundesministeriums für Kultur Wien (seit 1979).

### Grafik
Reinhard Brandner hat die grafische Technik des Siebdrucks weiterentwickelt, woraus die „Manugraphie“ entstand. Diese Technik kann nur von Hand und nicht maschinell gearbeitet werden. Für jedes Blatt sind 30 bis 40 Druckvorgänge notwendig. Durch das Einspritzen von Verdünnungen direkt in das Sieb entstehen beim Drucken Farbauflösungen, die sich von anderen Drucktechniken unterscheiden. Von jedem Werk, das in dieser Technik gefertigt ist, stellt der Künstler eine maximale Auflage von 99 Stück her.

### Land Art
Reinhard Brandner beschäftigt sich seit 2004 mit Land Art Projekten.
Im Jahr 2005 entstand das Werk Reloj del sol im Skulpturengarten Los Cardones der Stiftung Gernot Huber auf Teneriffa. Es handelt sich um die größte horizontale Sonnenuhr Europas, die der Künstler ausschließlich aus Naturmaterialien der Insel hergestellt hat.
Der Sonnenschutzanzeiger im Strandbad Klagenfurt am Wörthersee stammt aus dem Jahr 2008 und soll die Badegäste für den Sonnenschutz ihrer Haut sensibilisieren.
Im Sonnenpark in St. Veit an der Glan übernahm Brandner die künstlerische Gestaltung der größten horizontalen Sonnenuhr Österreichs (2011) und des Sonnentors (2014).

## Ausstellungen
Von seinen zahlreichen internationalen Ausstellungen sind die folgenden besonders hervorzuheben:
- Teilnahme an der Internationalen Grafikbiennale Laibach 1981, Ausstellung gemeinsam mit Valentin Oman.[12]
- Teilnahme an der Biennale Tashkent / Usbekistan 2009 im Österreichpavillon.[13]
- Ausstellung Jahrhundert-Künstler in der Galerie La Colombe in Puerto de la Cruz 1987, gemeinsam mit Künstlern wie Picasso, Braque, Chagall, Dalí, Beuys, Miró, Fuchs und Tapies.[14]
- Teilnahme an verschiedenen Kunstmessen, z. B. Basel (jährlich 1975–1983).[15]

## Medien
- Seine Bilder sind die Grundlage des Films: Und er sah, dass es gut war; Die Schöpfung als spirituelle Ökologie; Erstsendung am 16. April 1979, 18:45, ORF1 (20')[16]
- Einbandgestaltung zu Anton Kreuzers Amerikanische Taschenuhren, Band 1–5, Universitätsverlag Carinthia 1987–1988 (Band 1: ISBN 3-85378-283-3; Band 2: ISBN 3-85378-290-6; Band 3: ISBN 3-85378-313-9; Band 4: ISBN 3-85378-322-8; Band 5: ISBN 3-85378-331-7)
- Covergestaltung Kunstedition Schallplattenreihe für Herbert von Karajan, ab 1988, Polydor / Deutsche Grammophon (z. B. Nr. 423 907-2)[17]
- Der Lichtfänger, Dokumentarfilm. 30 Minuten. Ein Film über Reinhard Brandner, 1998, Produktion: Spaceframe Filmproduction[18]
- Der Kunstkalender der Kärntner Druck- und Verlagsgesellschaft (Kärntner Druckerei) des Jahres 2000 war Reinhard Brandner gewidmet.[19]

## Bildbände
- Der Lichtfänger. Reinhard Brandner, Univ.-Verl. Carinthia, 1990, ISBN 3-85378-351-1
- Vom Siebdruck zur Manugrafie, Univ.-Verl. Carinthia, 1978, ISBN 3-85378-137-3
- Brandner, von Manfred Posch und Reinhard Brandner. Verlag Kärntner Buchhandlung, 1999[20]